# Lillie-Gletscher
Der Lillie-Gletscher ist ein großer Gletscher, der sich im Oatesland im Norden des ostantarktischen Viktorialands zwischen den Concord und den Anare Mountains im Osten und den Bowers Mountains im Westen befindet. Er ist etwa 160 Kilometer lang und 16 Kilometer breit. Sein Ausläufer ergießt sich in die Ob’ Bay und bildet dort die Lillie-Gletscherzunge (70° 34′ S, 163° 48′ O).
Entdeckt wurde die Gletscherzunge durch Teilnehmer der Terra-Nova-Expedition (1910–1913) unter der Leitung des britischen Polarforschers Robert Falcon Scott, die sie nach dem Biologen Dennis Gascoigne Lillie (1888–1963) benannten, einem Expeditionsmitglied. Der Inlandsteil des Gletschers wurde durch Teilnehmer der Australian National Antarctic Research Expeditions im Jahr 1962 auf der Basis von Fotos der Operation Highjump (1946–1947) der United States Navy erforscht. Karten des Gebietes erstellte der United States Geological Survey mithilfe von Vermessungen und Luftaufnahmen zwischen 1960 und 1962.